# 1966
1966 (MCMLXVI) a fost un an obișnuit al calendarului gregorian care a început într-o zi de sâmbătă.

## Evenimente

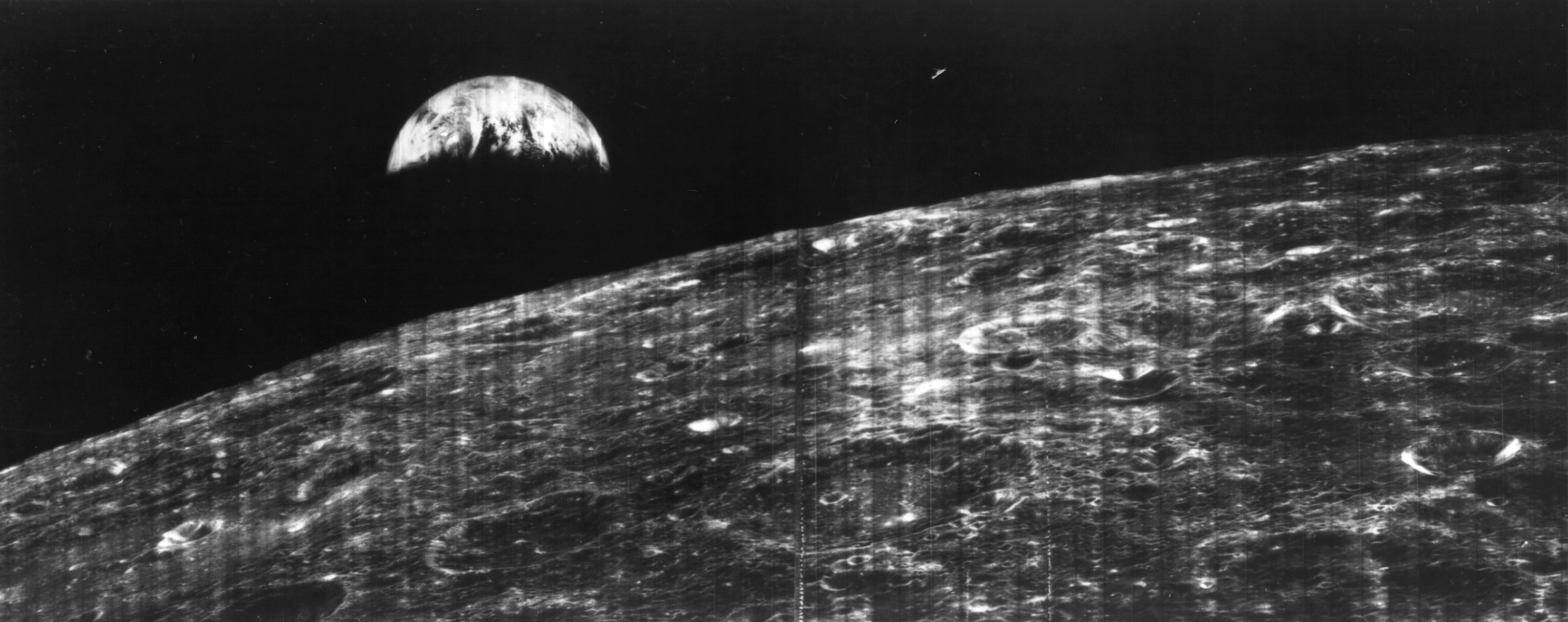
3 februarie: Stația rusească automată "Luna 9", lansată la 31 ianuarie 1966, a realizat prima aselenizare și a transmis imagini ale suprafeței lunare.

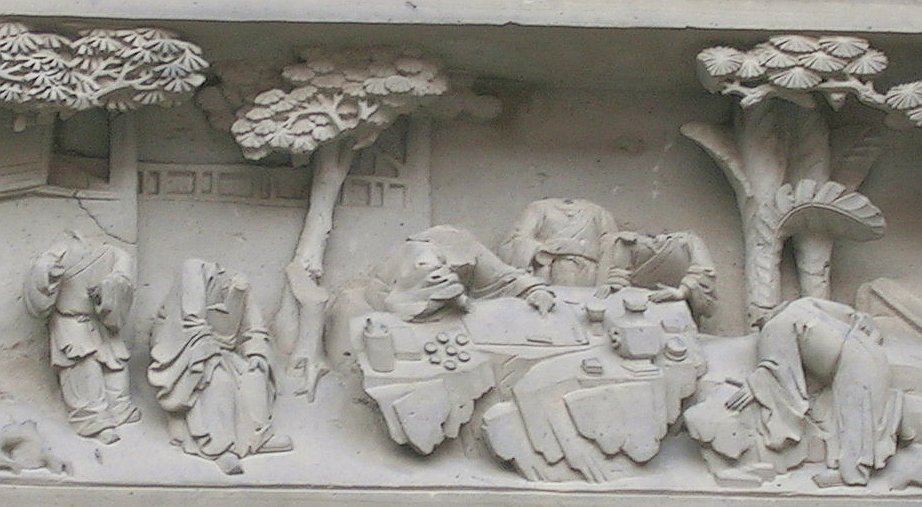
În China comunistă a început Revoluția Culturală. Numeroase monumente arhitecturale și culturale sunt deteriorate sau distruse.

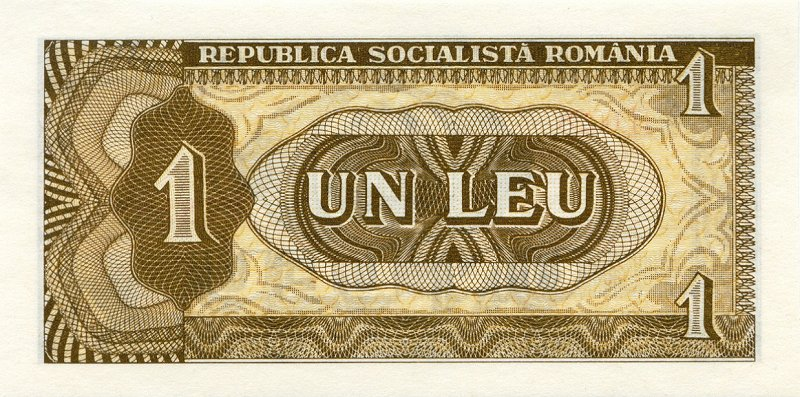
21 noiembrie: BNR pune în circulație noua bancnotă de 1 leu cu denumirea statului "Republica Socialistă România". Culoarea predominantă este oliv deschis.

### Ianuarie
- 19 ianuarie: Indira Gandhi este aleasă prim-ministru al Indiei.

### Februarie
- 3 februarie: Stația rusească automată "Luna 9", lansată la 31 ianuarie 1966, a realizat prima aselenizare și a transmis imagini ale suprafeței lunare.

### Martie
- 4 martie: The Beatles: Într-un interviu publicat în „The Evening Standard", John Lennon comentează: „Acum suntem mai populari decât Iisus”, afirmație ce a creat controverse în Statele Unite.
- 8 martie: Războiul din Vietnam: Australia anunță că va mări substanțial numărul trupelor trimise în Vietnam.
- 10 martie: Prințesa Moștenitoare Beatrix a Țărilor de Jos se căsătorește cu Claus von Amsberg. Unii spectatori protestează împotriva mirelui pentru că este german.
- 23 martie: Papa Paul al VI-lea și Arthur Michael Ramsey, arhiepiscopul de Canterbury, se întâlnesc la Roma. Este prima întâlnire oficială de 400 de ani dintre Biserica Romano-Catolică și Biserica Anglicană.
- 26 martie: În Statele Unite, oamenii protestează împotriva războiul din Vietnam.
- 29 martie: La cea de-a 23-a conferință a Partidului Comunist Sovietic, Leonid Brejnev cere SUA să părăsească Vietnam-ul și anunță că relațiile chinezo-sovietice sunt nesatisfăcătoare.

### Aprilie
- 18 aprilie: Mao Zedung lansează conceptul de „marea revoluție culturală proletară”. China intră într-o fază de haos și teroare.
- 27 aprilie: Papa Paul al VI-lea și premierul sovietic, Gromyko, se întâlnesc la Vatican. Este prima întâlnire dintre un lider al Bisericii Romano-Catolice și Uniunea Sovietică.

### Iunie
- 30 iunie: Franța părăsește NATO.

### Iulie
- 4 iulie: Vietnamul de Nord declară mobilizare generală.
- 12 iulie: Indira Gandhi vizitează Moscova.
- 28 iulie: SUA anunță că două avioane de recunoaștere U-2 au dispărut deasupra Cubei.
- 30 iulie: Anglia învinge Germania de Vest cu 4-2 și câștigă Cupa Mondială la Fotbal din Anglia.

### August
- 5 august: Martin Luther King conduce marșul pentru drepturile civile din Chicago.
- 11 august: John Lennon ține o conferință de presă la Chicago, scuzându-se pentru „Jesus affair".
- 13 august: Cutremur în Turcia - 2.394 morți, 10.000 răniți.

### Septembrie
- 1 septembrie: Legația României din Olanda a fost ridicată la rang de ambasadă.

### Octombrie
- 2 octombrie: România: Se publică decretul Consiliului de Stat pentru întreruperea sarcinii, semnat de Chivu Stoica.
- 11 octombrie: Se publică modificările privitoare la divorțul în România. O căsătorie se poate desface doar în cazuri excepționale, iar taxa de timbru este de 3.000 până la 6.000 de lei.
- 7 octombrie: URSS declară că toți studenții chinezi trebuie să părăsească Uniunea Sovietică până la sfârșitul lunii octombrie.
- 22 octombrie: Spania cere Marii Britanii să oprească zborurile militare în Gibraltar. Marea Britanie răspunde „nu” a doua zi.

### Noiembrie
- 21 noiembrie: BNR pune în circulație noua bancnotă de 1 leu, cu denumirea statului „Republica Socialistă România". Culoarea predominantă este olive-deschis.
- 30 noiembrie: Barbados și-a dobândit independența față de Marea Britanie.

### Decembrie
- 7 decembrie: Decret privind aderarea României la Convenția internațională pentru ocrotirea vieții omenești pe mare, încheiată la Londra, la 17 iunie 1960.
- 7 decembrie: Intră în funcțiune hidrocentrala Bacău II, care încheie activitatea de construire a salbei de hidrocentrale de pe râul Bistrița.
- 9 decembrie: Intră în funcțiune hidrocentrala Vidraru de pe râul Argeș.

### Nedatate
- Începutul mișcării de contestare hippy.

## Arte, știință, literatură și filozofie
- 10 ianuarie: A avut loc premiera filmului „Duminica la ora 6", în regia lui Lucian Pintilie, care a câștigat Premiul special al juriului la Festivalul de la Mar del Plata.
- 17 ianuarie: Simon și Garfunkel lansează al doilea lor album, Sounds of Silence.
- 14 martie: A avut loc premiera filmului "Răscoala", după romanul omonim al lui Liviu Rebreanu, în regia lui Mircea Mureșan. Filmul a obținut premiul Opera prima, la Festivalul de Film de la Cannes.
- 11 mai: Mircea Eliade devine membru al Academiei Americane de Arte și Științe.
- 16 mai: Bob Dylan lansează albumul Blonde on Blonde.
- 16 mai: Beach Boys lansează albumul Pet Sounds.
- 5 august: Beatles lansează albumul Revolver.
- 29 august: Ultimul concert Beatles la San Francisco, California, SUA.
- 8 septembrie: Apare primul episod din universul fictiv Star Trek, „The Man Trap".
- 10 octombrie: Simon și Garfunkel au lansat albumul Parsley, Sage, Rosemary and Thyme.
- La Paris, apare Jurnal în fărâme de Eugen Ionescu.
- Mihail Bulgakov publică Maestrul și Margareta.
- Nichita Stănescu publică volumul de poezie 11 elegii.

## Nașteri

### Ianuarie
- 1 ianuarie: Ivica Dačić, politician sârb
- 1 ianuarie: Vladimir Plahotniuc, politician din R. Moldova
- 4 ianuarie: Christian Kern, politician austriac
- 6 ianuarie: A. R. Rahman (Allahrakka Rahman), director de muzică, cântăreț indian și producător de muzică

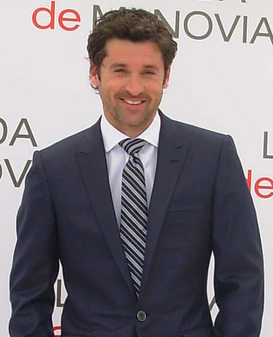
Patrick Dempsey, actor și pilot de curse american
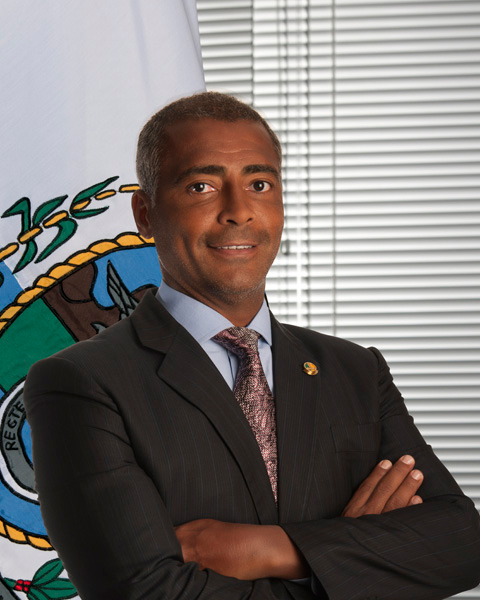
Romário, fotbalist brazilian
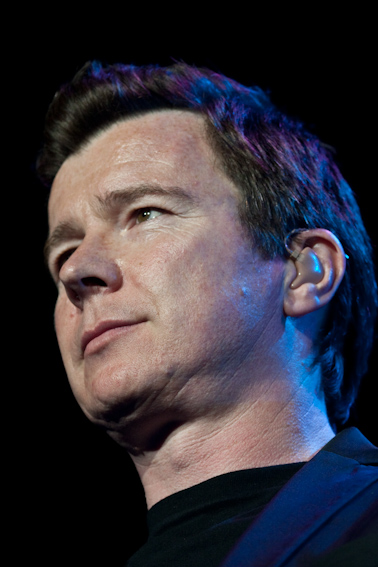
Rick Astley, cântăreț, compozitor, prezentator de radio și muzician britanic
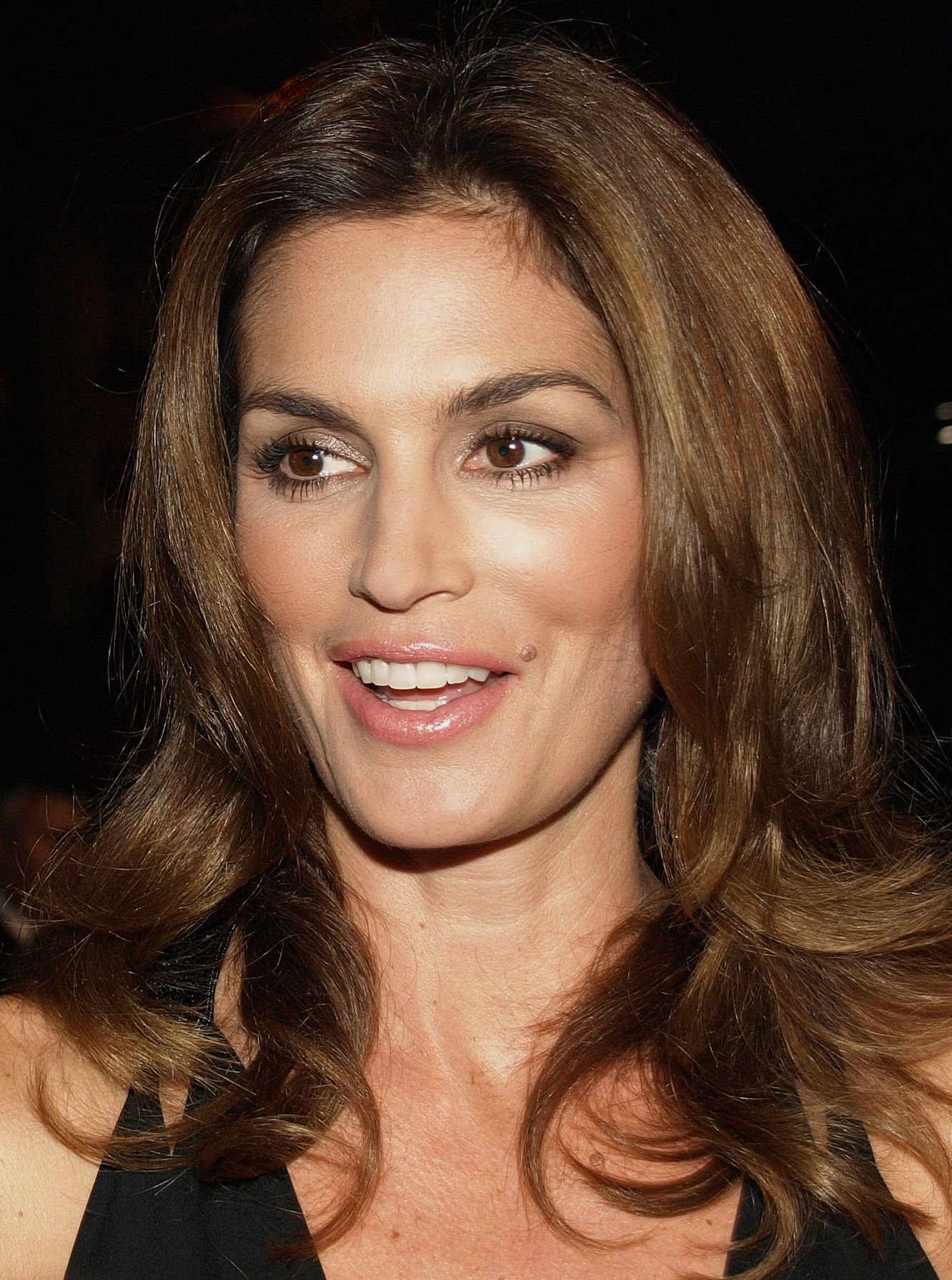
Cindy Crawford, model și actriță americană de film

- 8 ianuarie: Romana Jordan Cizelj, politiciană slovenă
- 13 ianuarie: Patrick Galen Dempsey, actor de film și pilot american de Formula 1
- 14 ianuarie: Marco Hietala, muzician finlandez
- 17 ianuarie: Nobuyuki Kojima, fotbalist japonez (portar)
- 18 ianuarie: Alexandre Varaut, politician francez
- 19 ianuarie: Stefan Edberg (Stefan Bengt Edberg), jucător suedez de tenis
- 19 ianuarie: Antoine Fuqua, regizor american de film
- 19 ianuarie: Lena Philipsson, cântăreață suedeză
- 20 ianuarie: Rainn Wilson, actor american
- 26 ianuarie: Sonexay Siphandone, politician laoțian, prim-ministru al Laosului
- 27 ianuarie: Rosalia Porcaro, actriță italiană
- 28 ianuarie: Mark Lawrence, romancier american
- 29 ianuarie: Romário (Romário de Souza Faria), fotbalist brazilian (atacant)
- 31 ianuarie: Müller (Luís Antônio Corrêa da Costa), fotbalist brazilian (atacant)

### Februarie
- 1 februarie: Michelle Akers, fotbalistă americană
- 4 februarie: Nicolás Posse, politician argentinian și inginer industrial care a ocupat funcția de șef al Cabinetului de Miniștri (decembrie 2023 - mai 2024)
- 7 februarie: Rick Astley (Richard Paul Astley), cântăreț, compozitor, prezentator de radio și muzician britanic
- 7 februarie: Kristin Otto, sportivă germană (înot)
- 7 februarie: Monica Weber, scrimeră germană
- 8 februarie: Hristo Stoicikov, fotbalist bulgar (atacant)
- 11 februarie: Cristina Grigoraș, sportivă română (gimnastică artistică)
- 20 februarie: Cindy Crawford (Cynthia Ann Crawford), fotomodel și actriță americană de film
- 20 februarie: George Ciamba, diplomat român (d. 2021)
- 22 februarie: Ecaterina Negară, poetă din Republica Moldova
- 23 februarie: Alexandre Borges, actor brazilian
- 23 februarie: Didier Queloz, astronom elvețian
- 24 februarie: Billy Zane (William George Zane, Jr.), actor și producător american de film
- 25 februarie: Pedro Guerreiro, politician portughez
- 25 februarie: Ioana Olteanu, canotoare română
- 26 februarie: Garry Conille, academician, specialist în dezvoltare, politician și autor din Haiti, prim-ministru al statului Haiti (18 octombrie 2011 – 16 mai 2012 și 3 iunie - 11 noiembrie 2024)
- 28 februarie: Paulo Jorgr dos Santos Futre, fotbalist portughez (atacant)

### Martie
- 1 martie: Oh Eun-Sun, exploratoare sud-coreeană
- 2 martie: Ann Leckie, scriitoare americană
- 2 martie: Emilia Popescu, actriță română
- 3 martie: Fernando Colunga, actor mexican de film
- 3 martie: Mihail Mișustin, economist rus și politician, prim-ministru al Rusiei (din 2020)
- 6 martie: Mircea Banias, politician român
- 13 martie: Nicolai Dudoglo, politician din R. Moldova
- 22 martie: Roberto Ballesteros, actor peruan
- 22 martie: Max Richter, compozitor britanic
- 24 martie: Valentin Gabriel Boboc, politician român
- 26 martie: Michael Imperioli, actor american
- 28 martie: Dumitru Becșenescu, politician român

### Aprilie
- 4 aprilie: Ann-Kathrin Kramer, actriță germană
- 4 aprilie: Valentin Vrabie, politician român
- 7 aprilie: Călin-Vasile-Andrei Matei, politician român
- 7 aprilie: Ștefan-Liviu Tomoiagă, politician român
- 8 aprilie: Mircea Gheorghe Drăghici, politician român
- 10 aprilie: Pavel Filip, politician din R. Moldova
- 11 aprilie: Lisa Stansfield, cântăreață britanică de soul
- 11 aprilie: Peter Stöger, fotbalist austriac
- 12 aprilie: Gregor Rosinger, investitor austriac și expert financiar
- 15 aprilie: Samantha Karen Fox, cântăreață, actriță de film și fotomodel britanic
- 21 aprilie: Jorgo Chatzimarkakis, politician german
- 22 aprilie: Octavian Buda, istoric al medicinei și medic psihiatru român
- 22 aprilie: Jeffrey Dean Morgan, actor american
- 28 aprilie: Moustafa Madbouly, politician egiptean care ocupă funcția de prim-ministru

### Mai
- 4 mai: Dana Bartzer, cântăreață română
- 5 mai: Serghei Stanișev, politician bulgar
- 8 mai: Carmen Avram, politiciană română
- 8 mai: Cláudio André Mergen Taffarel, fotbalist brazilian (portar)
- 11 mai: Christoph Schneider, muzician și toboșar german (Rammstein)
- 12 mai: Deborah Kara Unger, actriță canadiană

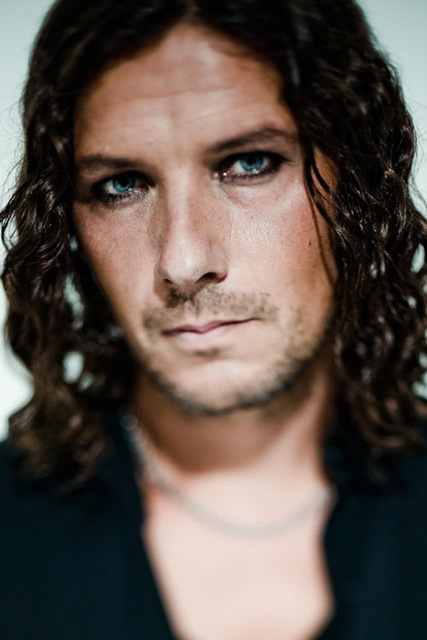
Christoph Schneider, muzician și toboșar german (Rammstein)
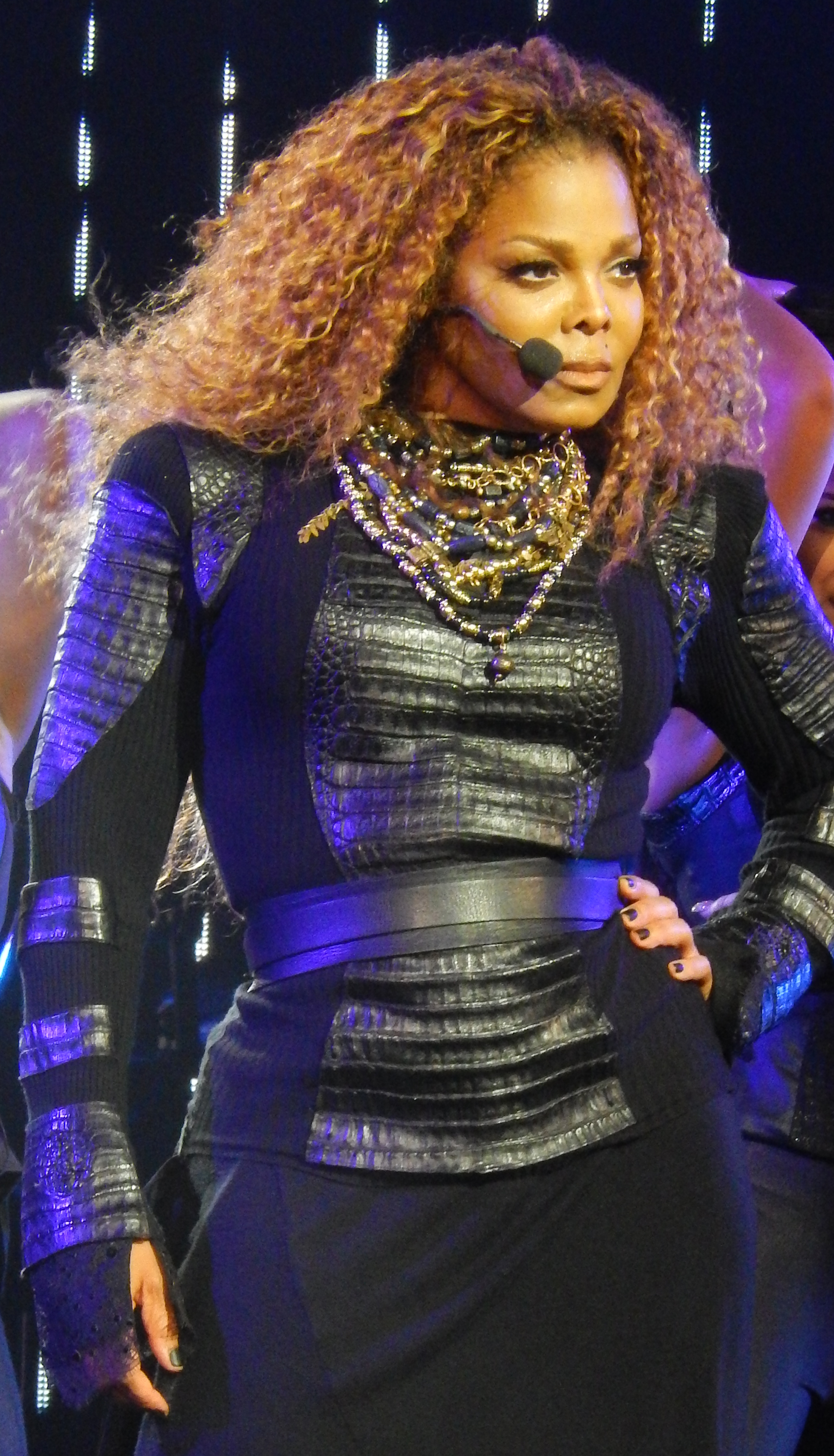
Janet Jackson, cântăreață, compozitoare, actriță și dansatoare americană
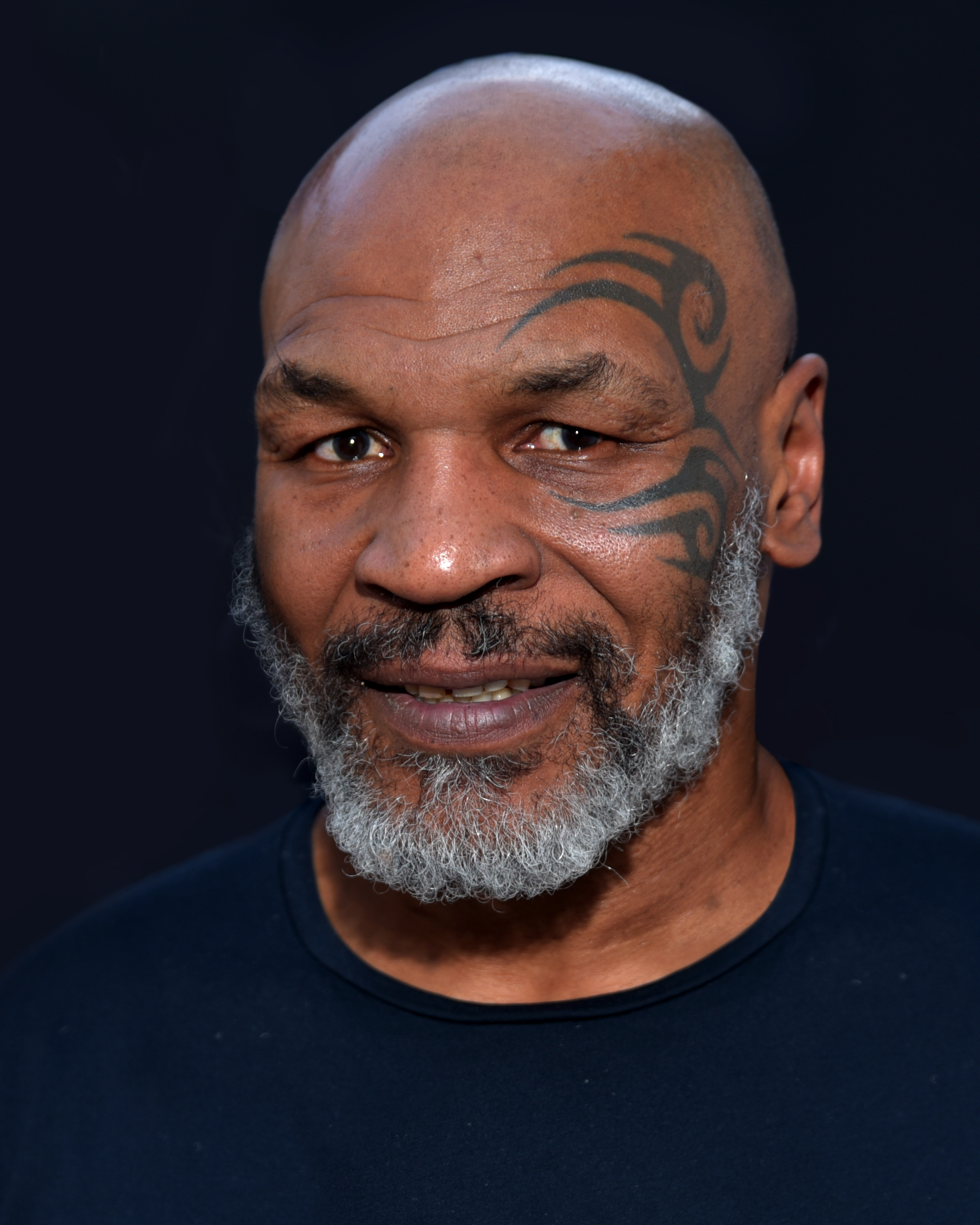
Mike Tyson, boxer american
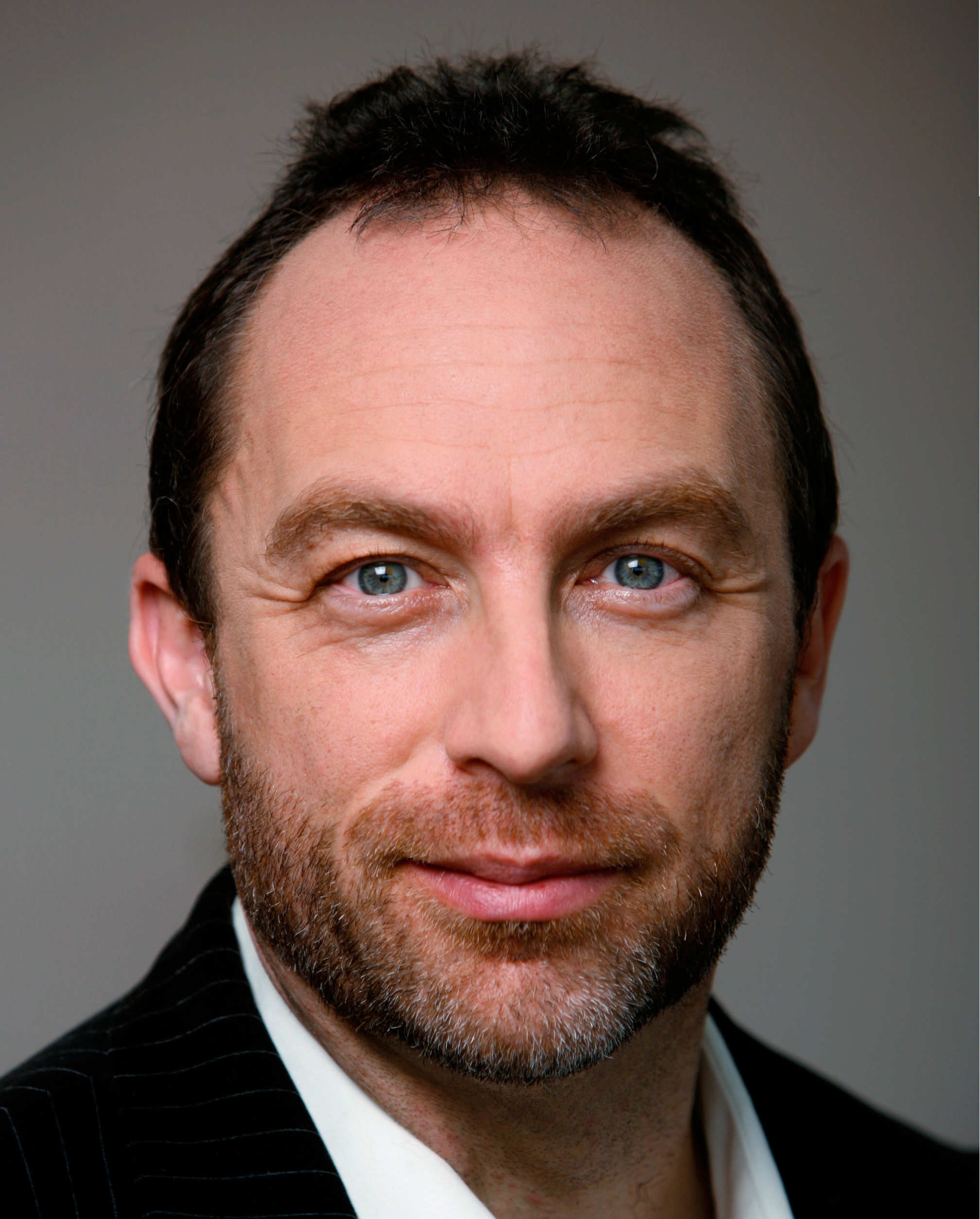
Jimmy Wales, antreprenor pe Internet, informatician și om de afaceri american, co-fondator al Wikipedia

- 16 mai: Mariana Anghel, muziciană română
- 16 mai: Janet Jackson, cântăreață, compozitoare, actriță și dansatoare americană, sora lui Michael Jackson
- 17 mai: Mihaela Vasil, politician român
- 19 mai: Jodi Picoult, scriitoare americană
- 24 mai: Eric Cantona (Eric Daniel Pierre Cantona), fotbalist francez (atacant)
- 24 mai: Helena Ranaldi, actriță braziliană
- 25 mai: Eusebiu-Manea Pistru-Popa, politician român
- 26 mai: Helena Bonham Carter, actriță britanică

### Iunie
- 4 iunie: Cecilia Bartoli, cântăreață italiană
- 5 iunie: Irina Movilă, actriță română
- 6 iunie: Angela Cavagna, cântăreață italiană
- 6 iunie: Faure Eyadéma, politician togolez
- 10 iunie: Filiz Hiusmenova, politiciană bulgară
- 11 iunie: Sorin-Constantin Lazăr, politician român
- 12 iunie: Adrian Enache, interpret român de muzică pop
- 12 iunie: Veaceslav Iordan, politician din R. Moldova
- 13 iunie: Grigori Perelman, matematician rus
- 19 iunie: Andrei Socaci, halterofil român
- 20 iunie: Marian Lupu, politician din Republica Moldova
- 21 iunie: Katsuo Kanda, fotbalist japonez
- 22 iunie: Alexandru Solomon, regizor român
- 23 iunie: María Isabel Salinas, politiciană spaniolă
- 24 iunie: Paul Clement (Paul Drew Clement), avocat american, general al SUA (Solicitor General)
- 24 iunie: Grațiela-Leocadia Gavrilescu, politiciană română
- 27 iunie: Jeffrey Jacob Abrams, regizor, scenarist, actor, compozitor și producǎtor american de film
- 28 iunie: John Cusack, actor american de film
- 28 iunie: Adrian Lucaci, fotbalist român (d. 2020)
- 29 iunie: Massimo Brambati, fotbalist italian
- 29 iunie: Lætitia Gabrielli, actriță franceză
- 30 iunie: Mike Tyson (Michael Gerard Tyson), boxer american, campion mondial

### Iulie
- 1 iulie: John McEnroe (Patrick William McEnroe), jucător american de tenis
- 11 iulie: Șab Mami, cântăreț algerian
- 12 iulie: Taiji Sawada, muzician japonez (d. 2011)
- 12 iulie: Ioan Șnep, canotor român
- 14 iulie: Matthew Fox, actor american
- 17 iulie: Alexandru Gafton, lingvist și filolog român
- 18 iulie: Sorin Bumb, politician român
- 21 iulie: Sorin Gabriel Zamfir, politician român
- 24 iulie: Fabio Frittelli, muzician italian (d. 2013)
- 25 iulie: Corneliu Onilă, episcop ortodox român
- 29 iulie: Marius Tucă, jurnalist român
- 30 iulie: Viorica Cărare, economistă din R. Moldova
- 31 iulie: Valdas Ivanauskas, fotbalist (atacant) și antrenor lituanian
- 31 iulie: Yoshiyuki Matsuyama, fotbalist japonez

### August
- 3 august: Svenja Pages, actriță germană
- 7 august: Jimmy Donal Wales, antreprenor pe Internet, informatician și om de afaceri american, co-fondator al Wikipedia[1]
- 10 august: Gintaras Didžiokas, politician lituanian
- 10 august: Duarte Freitas, politician portughez
- 11 august: Bengt Evert Andersson, fotbalist suedez (portar)
- 13 august: Sean Hood, scenarist american
- 13 august: Robert Mistrík, chimist, om de știință, om de afaceri și politician slovac

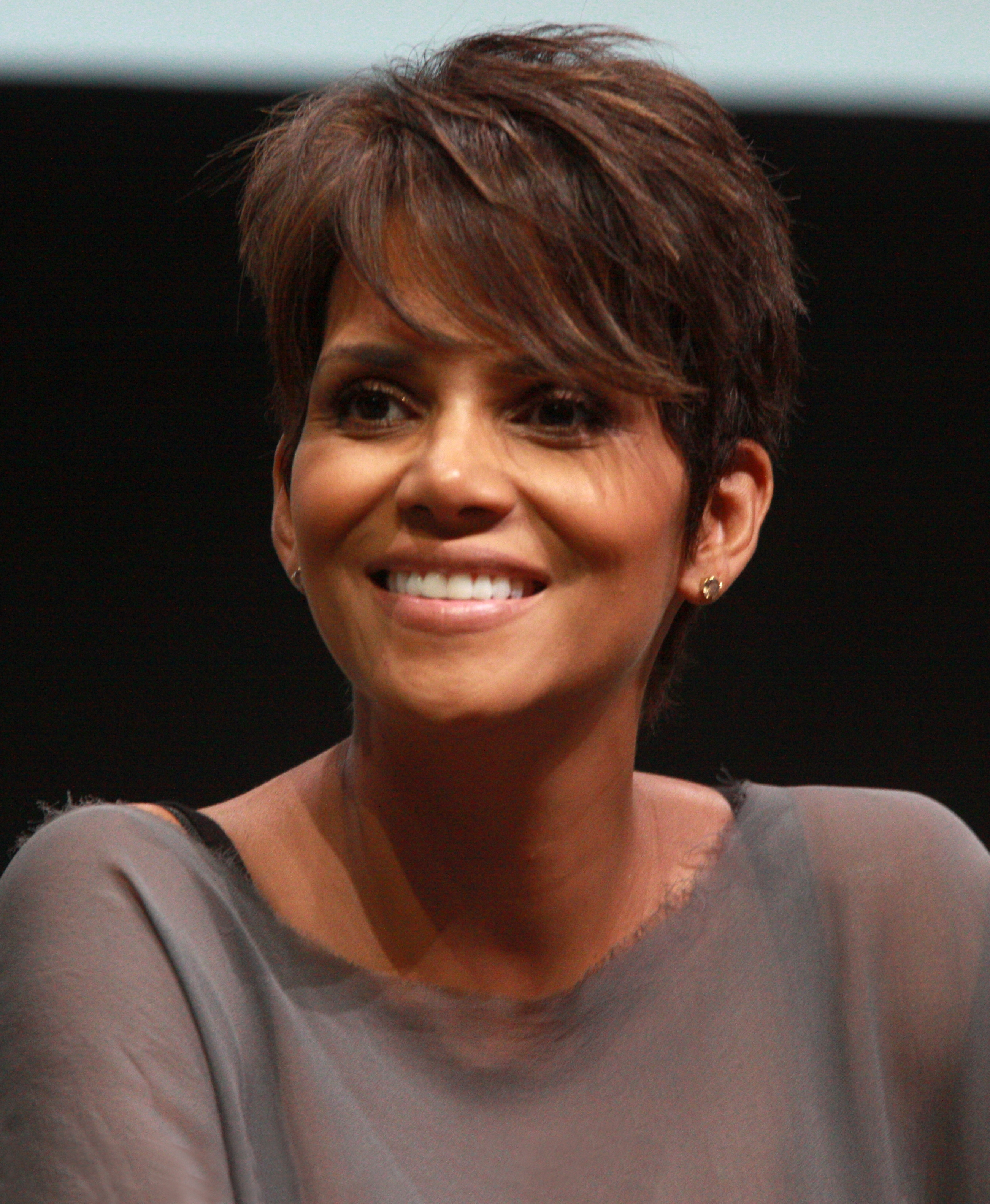
Halle Berry, model și actriță americană de film și televiziune, laureată a Premiului Oscar
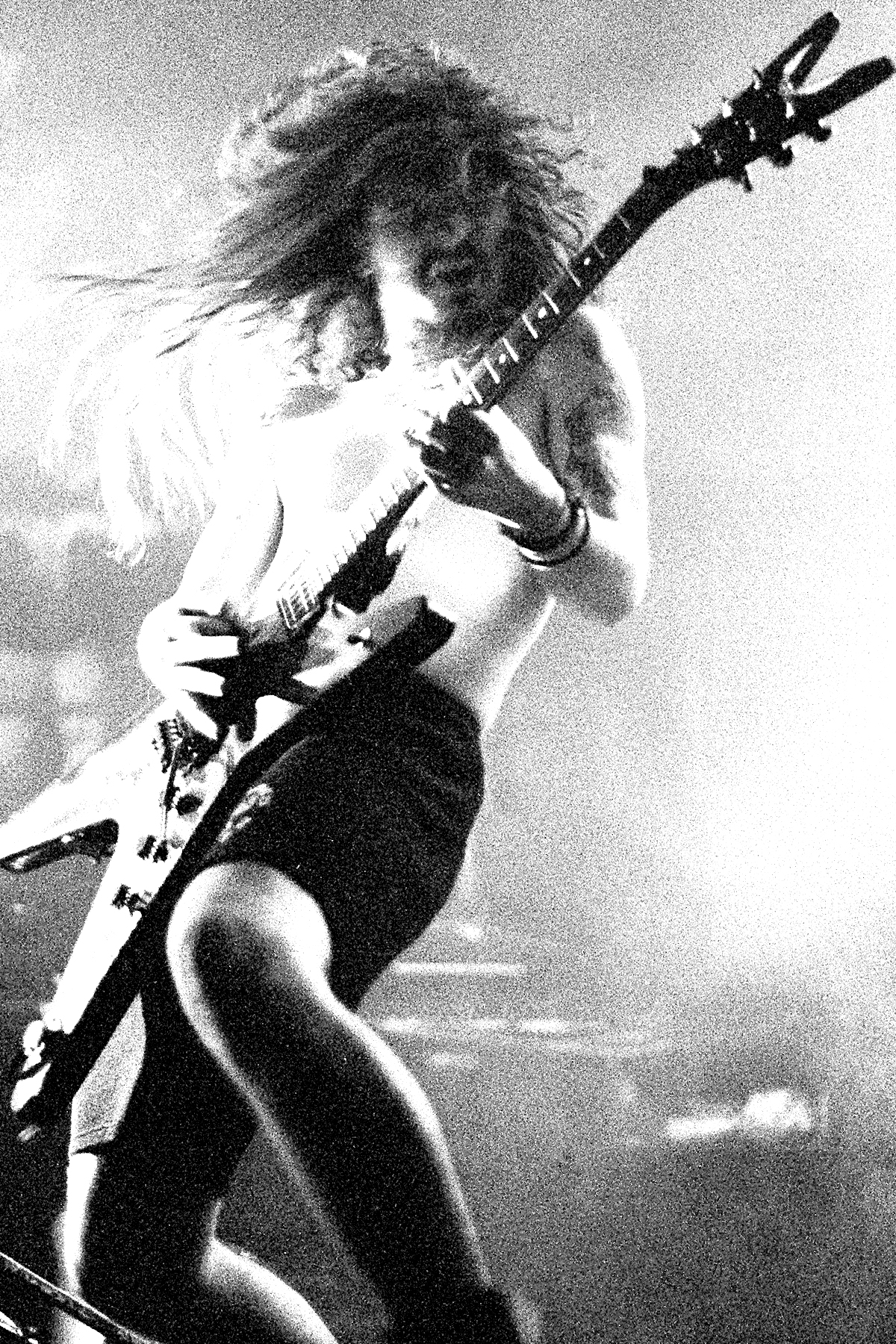
Dimebag Darrell, muzician, compozitor și chitarist american (Pantera/Damageplan)
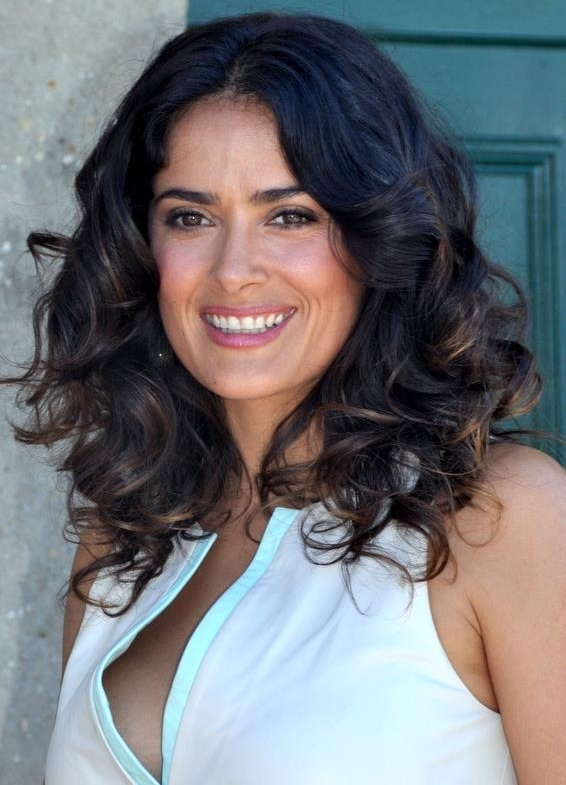
Salma Hayek, actriță, regizoare și producătoare de film americană de origine mexicană
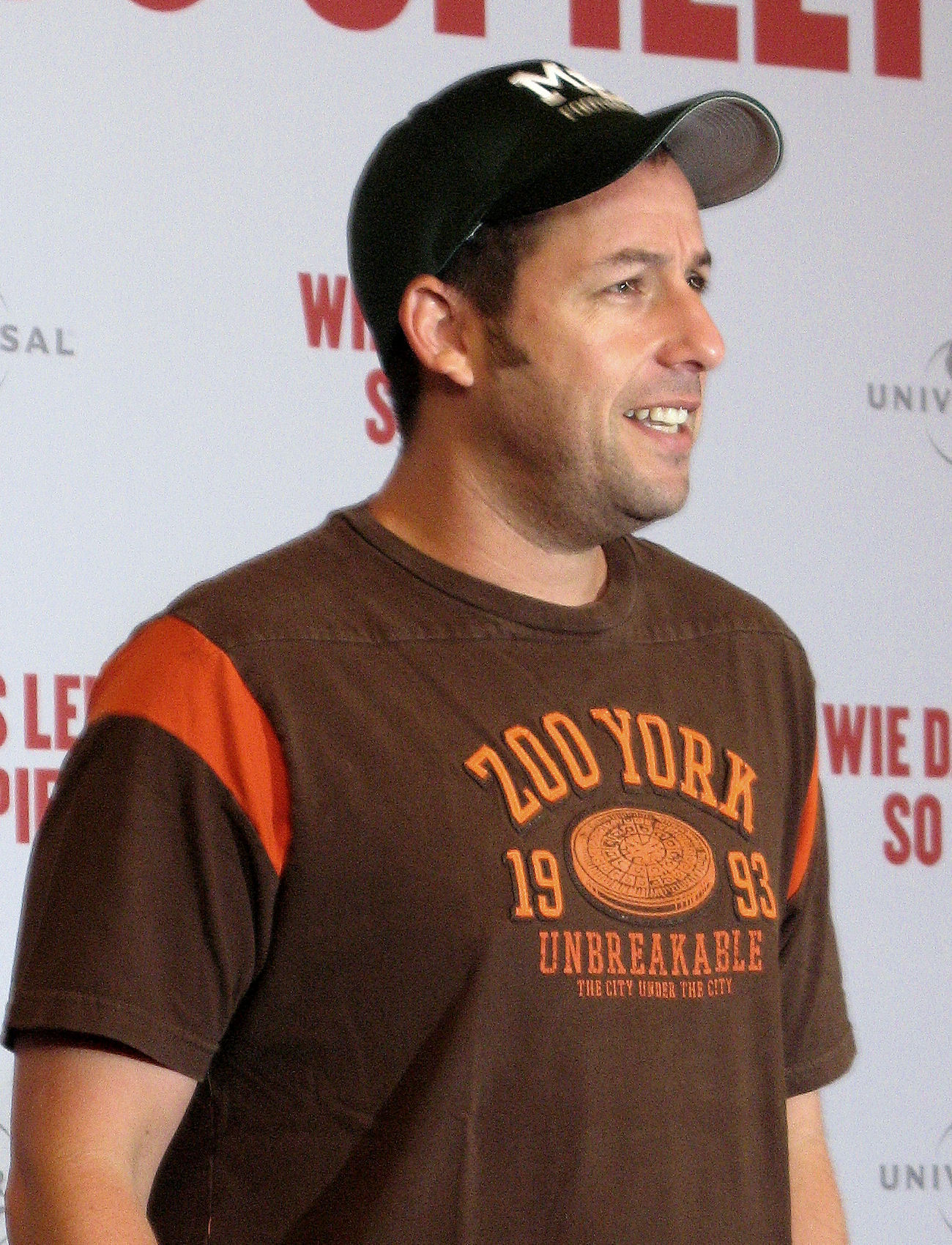
Adam Sandler, actor, comedian, muzician, scenarist și producător de film american

- 14 august: Halle Berry (Maria Halle Berry), fotomodel și actriță americană de film și televiziune, laureată a Premiului Oscar (2002)
- 14 august: Freddy Rincón (Freddy Eusebio Rincón Valencia), (El Coloso) fotbalist columbian (d. 2022)
- 15 august: Daniel Morar, magistrat român, procuror șef al DNA, judecător la CCR
- 18 august: Ovidiu Ganț, politician român
- 18 august: Ovidiu Ioncu, interpret român de muzică rock, liderul formației Kempes
- 20 august: Dimebag Darrell (n. Darrell Lance Abbott), muzician, compozitor și chitarist american (Pantera/Damageplan), (d. 2004)
- 20 august: Enrico Letta, politician italian
- 21 august: Mária Bieliková, informaticiană slovacă specializată în interacțiunea om-calculator și inteligență artificială
- 24 august: Ahn Kil Kang, actor sud-coreean
- 25 august: Mihnea-Tudor Ioniță, politician român
- 26 august: Constantin Bosânceanu, fotbalist român (d. 2020)
- 27 august: Juhan Parts, politician estonian
- 28 august: Julen Lopetegui Agote, fotbalist (portar) și antrenor spaniol
- 29 august: Daniel Estulin, scriitor rus
- 30 august: Gelu Vlașin, poet român

### Septembrie
- 2 septembrie: Salma Hayek Pinault (n. Salma Hayek Jiménez), actriță, regizoare și producătoare de film americană, de etnie mexicană
- 2 septembrie: Olivier Panis, pilot francez de Formula 1
- 3 septembrie: George Scripcaru, politician român
- 3 septembrie: Andrei Stratan, politician din R. Moldova
- 6 septembrie: Emil Boc, politician român, prim-ministru (2008-2012)
- 8 septembrie: Carola Häggkvist, cântăreață suedeză
- 9 septembrie: Adam Sandler (Adam Richard Sandler), actor, comedian, muzician, scenarist și producător de film, american
- 10 septembrie: Ahrik Țveiba, fotbalist rus
- 12 septembrie: Daniel Avram, cântăreț român
- 12 septembrie: Malu Mader, actriță braziliană
- 13 septembrie: Maria Furtwängler, actriță germană
- 13 septembrie: Stella Jantuan, politiciană din R. Moldova
- 15 septembrie: Dejan Savićević, fotbalist muntenegrean
- 16 septembrie: Cristian Buican, politician român
- 17 septembrie: Minna Aaltonen, actriță finlandeză
- 22 septembrie: Marina Constantinescu, jurnalistă română
- 22 septembrie: Sándor Tamás, politician român
- 23 septembrie: István Pálfi, politician maghiar (d. 2006)
- 26 septembrie: Mark Tkaciuk, politician din R. Moldova
- 29 septembrie: Bujar Nishani, politician albanez

### Octombrie
- 1 octombrie: Scott Innes, actor american
- 1 octombrie: George Weah (George Tawlon Manneh Oppong Ousman Weah), fotbalist (atacant) și președintele Liberiei (din 2018)
- 3 octombrie: Dorin Ștef, scriitor și jurnalist român
- 4 octombrie: Dănuț Păle, politician român
- 5 octombrie: Mirela Dulgheru, atletă română
- 7 octombrie: Vincenzo Sospiri, pilot italian de Formula 1 și IndyCar
- 9 octombrie: David Cameron (David William Donald Cameron), politician britanic, prim-ministru al Regatului Unit (2010-2016)
- 10 octombrie: Bai Ling, actriță chineză
- 11 octombrie: Gheorghe Ceaușilă, fotbalist (atacant) și antrenor român
- 11 octombrie: Fehaid Al-Deehani, sportiv kuweitian (tir)
- 17 octombrie: Donatus, Landgraf de Hesse
- 17 octombrie: Alexandra Laignel-Lavastine, jurnalistă franceză
- 19 octombrie: Dimitris Lyacos, scriitor grec

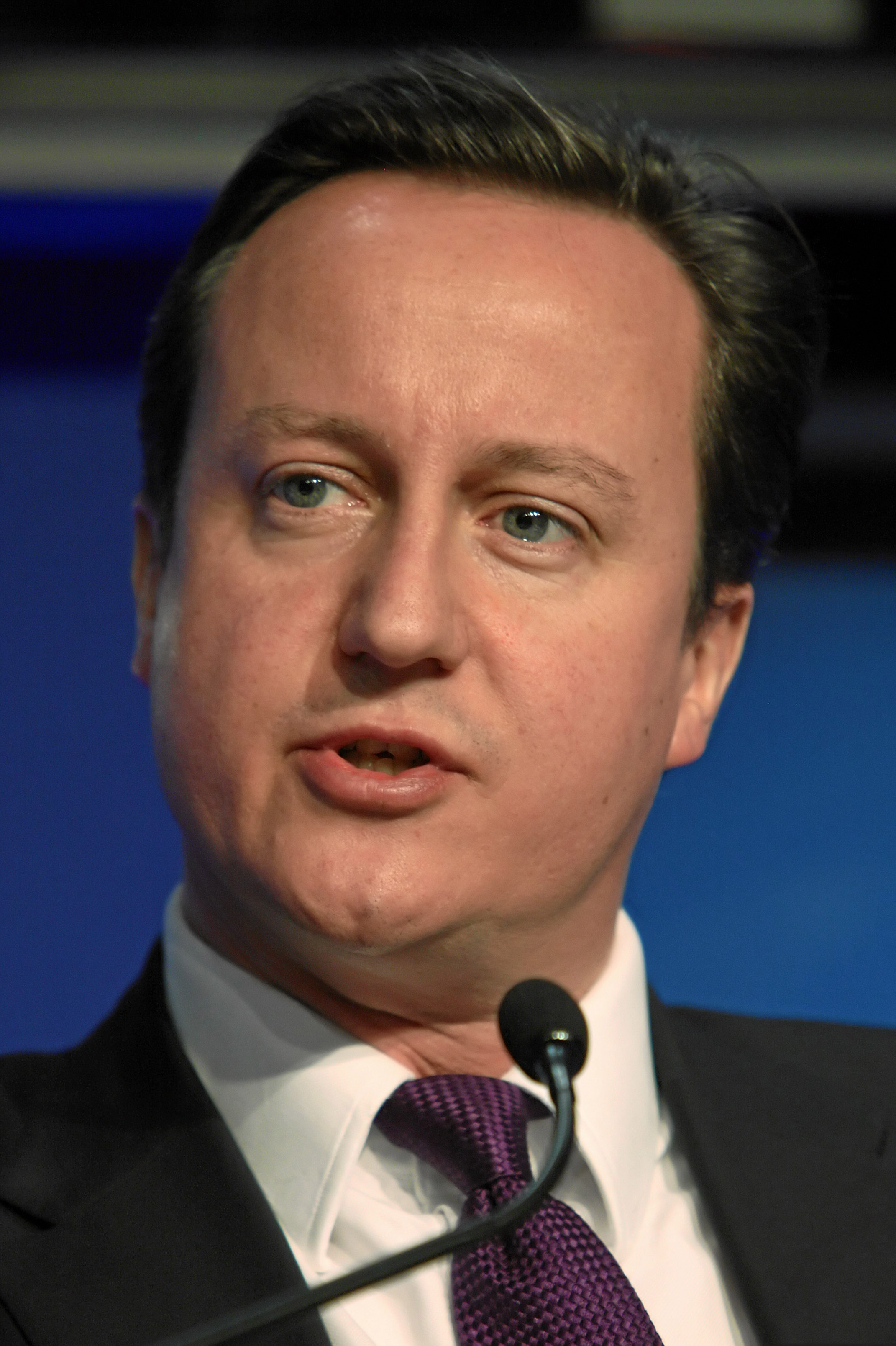
David Cameron, politician britanic, prim-ministru al Regatului Unit
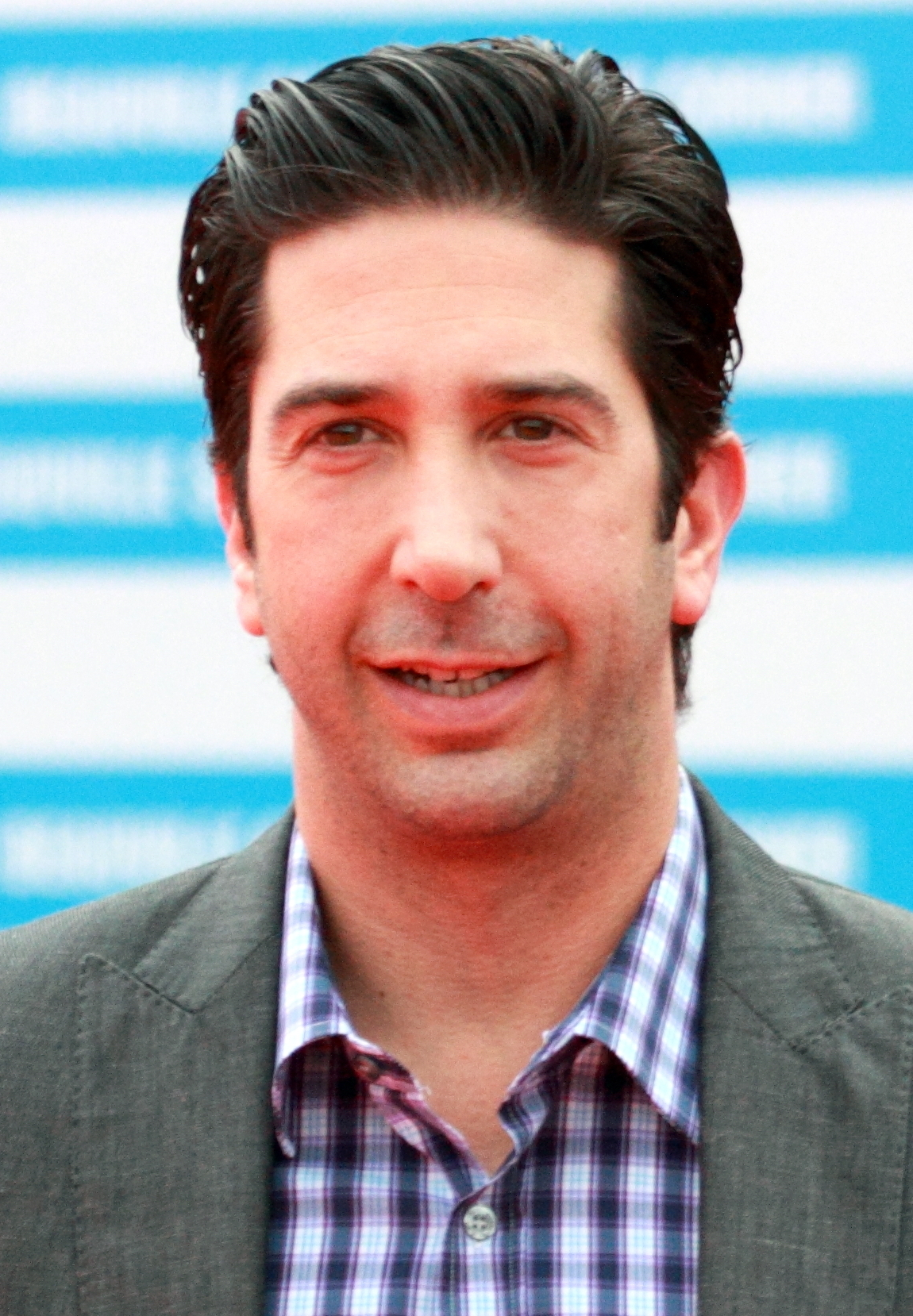
David Schwimmer, actor, director și producător american
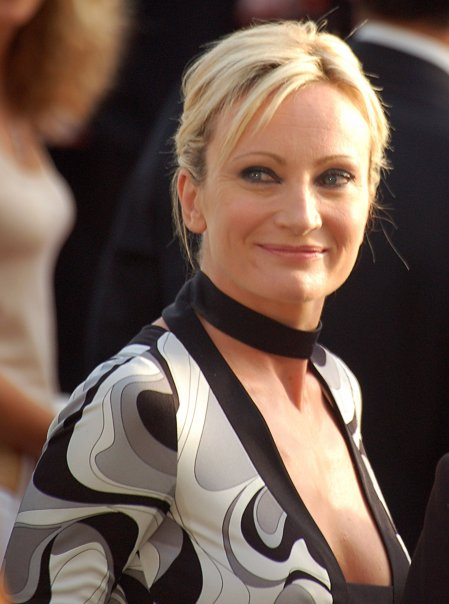
Patricia Kaas, cântăreață, cantautoare și compozitoare franceză
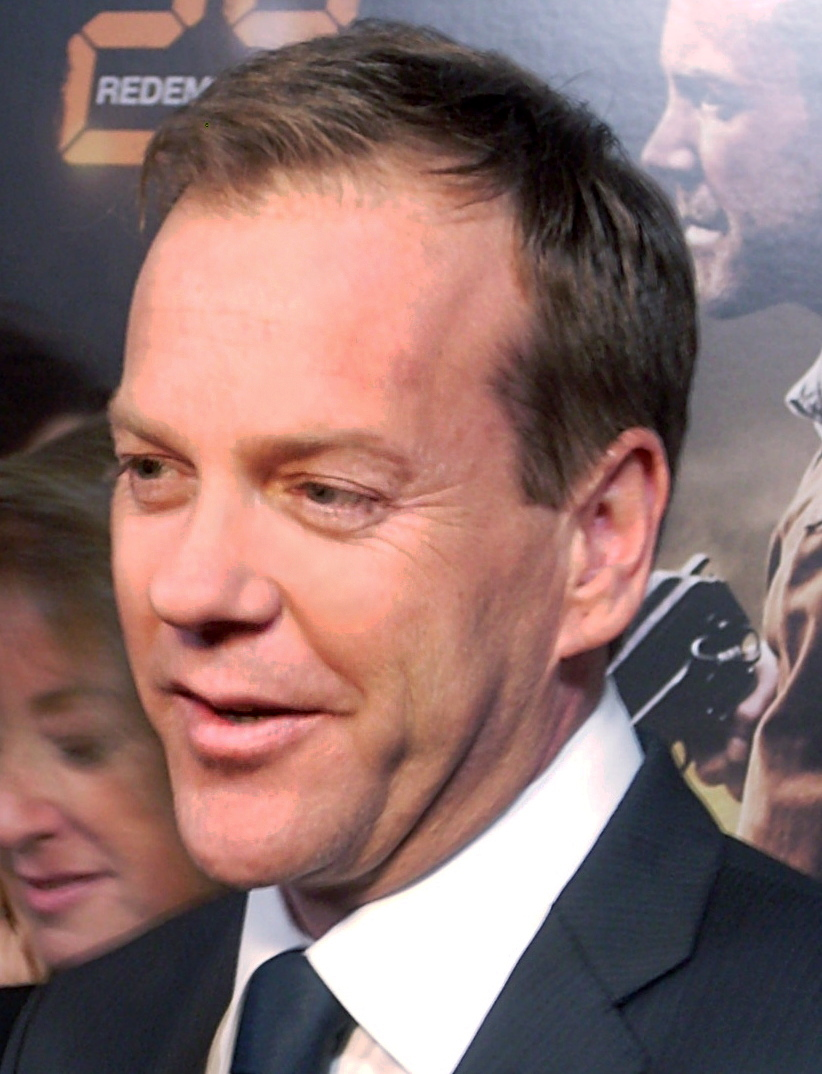
Kiefer Sutherland, regizor, producător și actor britanic de film

- 24 octombrie: Roman Abramovici, magnat rus al petrolului
- 26 octombrie: Cristian Preda, politician român
- 28 octombrie: Andy Richter (Paul Andrew Richter), actor american
- 29 octombrie: Nicușor Constantinescu, politician român
- 30 octombrie: Zoran Milanović, politician croat, prim-ministru (2011-2016), al 5-lea președinte al Croației (din 2020)
- 31 octombrie: Jörg Asmussen, economist german
- 31 octombrie: Georg Friedrich, actor austriac

### Noiembrie
- 1 noiembrie: Daniela Zeca-Buzura, prozatoare, critic literar și eseistă română
- 2 noiembrie: David Schwimmer (David Lawrence Schwimmer), actor, director și producător american
- 3 noiembrie: Caroline Beil, actriță germană
- 4 noiembrie: Sergio Sendel, actor mexican
- 5 noiembrie: Nicola (Nicoleta Alexandru), cântăreață română
- 5 noiembrie: Nicolae Drăghiea, politician român
- 5 noiembrie: Alexander Graf Lambsdorff, politician german
- 6 noiembrie: Laurent Lafforgue, matematician francez
- 6 noiembrie: Juan Tomás Ávila Laurel, scriitor guineoecuatorian
- 10 noiembrie: Aka Mortschiladse, scriitor georgian
- 10 noiembrie: Gelu Vișan, politician român
- 11 noiembrie: Benedicta Boccoli, actriță italiană
- 11 noiembrie: Mihnea Motoc, diplomat român
- 12 noiembrie: Ana Maria Bamberger, dramaturgă română
- 14 noiembrie: Ronny Levy, fotbalist israelian
- 16 noiembrie: Christian Lorenz, muzician german (Rammstein)
- 17 noiembrie: Jeff Buckley, cântăreț, chitarist și compozitor american (d. 1997)
- 17 noiembrie: Sophie Marceau (n. Sophie Danièle Sylvie Maupu), actriță, regizoare de film, scenaristă și autoare franceză
- 19 noiembrie: Jason Scott Lee, actor american
- 22 noiembrie: Filip Kaczmarek, politician polonez
- 22 noiembrie: Jason Starr, scriitor american
- 23 noiembrie: Vincent Cassel, actor francez
- 23 noiembrie: Liviu-Lucian Mazilu, politician român
- 25 noiembrie: Luis Baltazar (Luis Manuel Alves Rolão Baltazar), fotbalist portughez
- 26 noiembrie: Adrian-Nicolae Diaconu, politician român
- 26 noiembrie: Gabriele Corrado, politician italian
- 27 noiembrie: Valentina Sandu-Dediu, profesoară universitară română, pianistă, muzicolog
- 30 noiembrie: David Nicholls, scriitor britanic
- 30 noiembrie: Dan Sava, comedian român, membru al grupului Vacanța Mare (d. 1999)

### Decembrie
- 3 decembrie: Cătălin Botezatu, creator de modă și fotomodel român
- 5 decembrie: Patricia Kaas, cântăreață, cantautoare și compozitoare franceză
- 7 decembrie: Gem Archer (n. Colin Murray Archer), muzician britanic
- 7 decembrie: Lucía Etxebarría, scriitoare spaniolă
- 8 decembrie: Sinéad O'Connor (Sinéad Marie Bernadette O'Connor), (aka Shuhada’ Sadaqat), cântăreață, compozitoare și muziciană irlandeză (d. 2023)
- 10 decembrie: Oleg Savva, politician din R. Moldova
- 14 decembrie: Helle Thorning-Schmidt, politiciană daneză, prim-ministru al Danemarcei (2011-2015)
- 21 decembrie: William Ruto, politician kenyan, al cincilea președinte al Kenyei
- 21 decembrie: Kiefer Sutherland (Kiefer William Frederick Dempsey George Rufus Sutherland), regizor, producător și actor britanic de film
- 23 decembrie: Cláudia Raia, actriță braziliană
- 27 decembrie: Masahiro Fukuda, fotbalist japonez (atacant)
- 28 decembrie: Giulia Gam, actriță braziliană
- 28 decembrie: Kaliopi (Kaliopi Bukle), cântăreață din Macedonia de Nord
- 29 decembrie: Chris Barnes, cântăreț american
- 29 decembrie: Christian Kracht, scriitor elvețian
- 30 decembrie: Akosua Busia, actriță ghaneză

## Decese

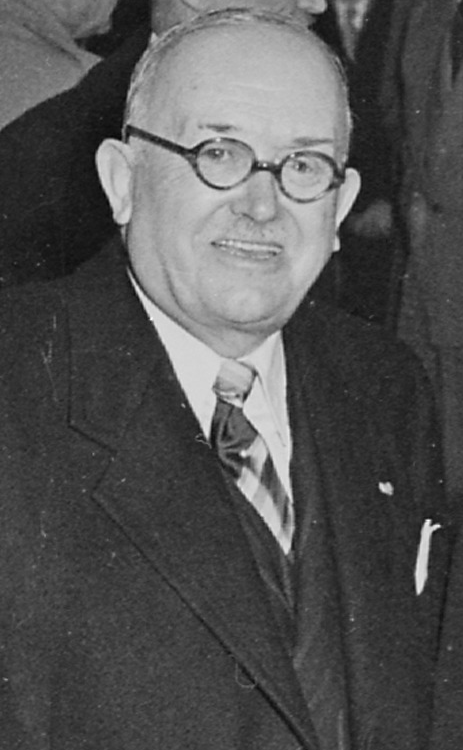
Vincent Auriol, politician francez, al 16-lea președinte al Franței
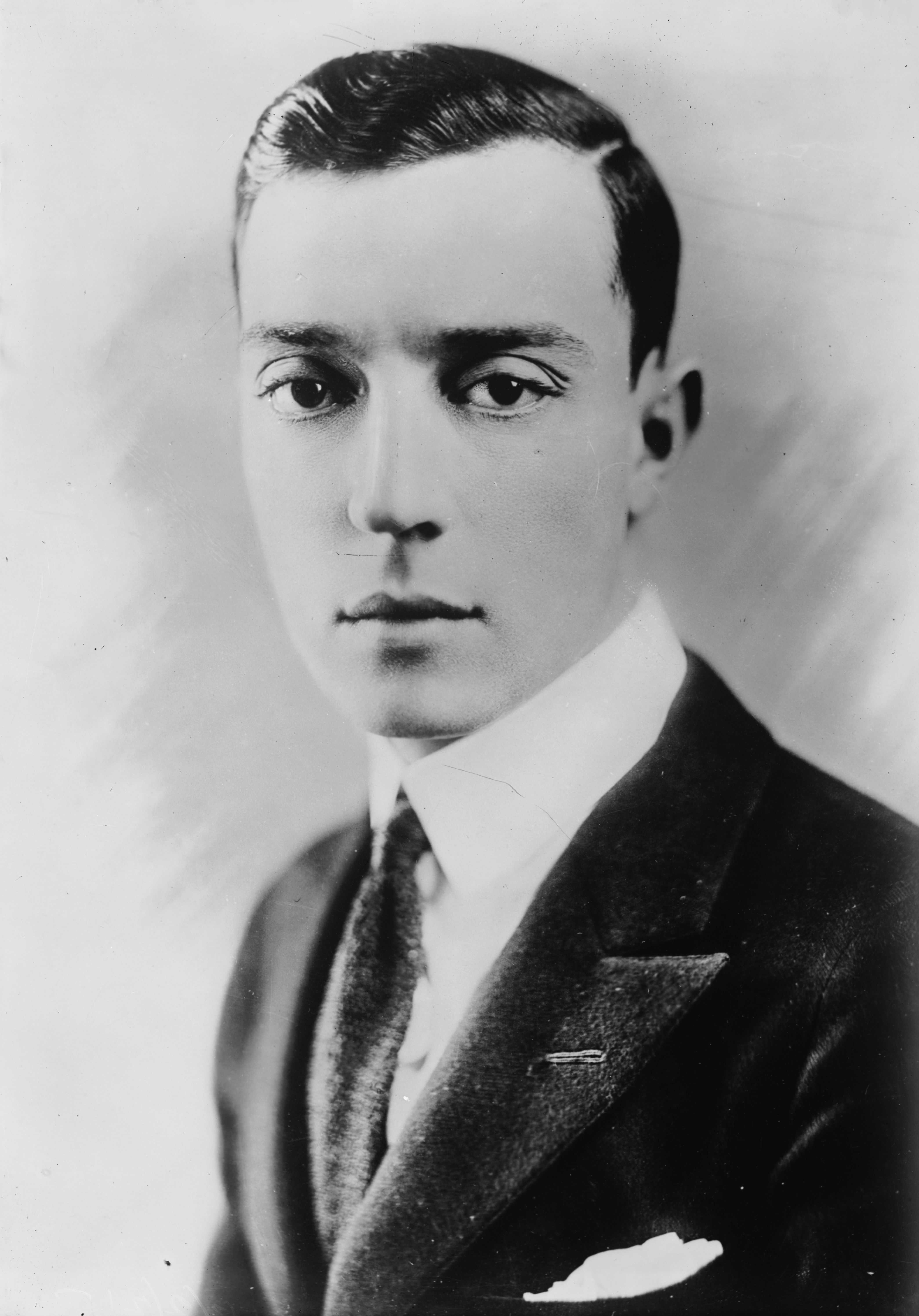
Buster Keaton, actor și regizor american
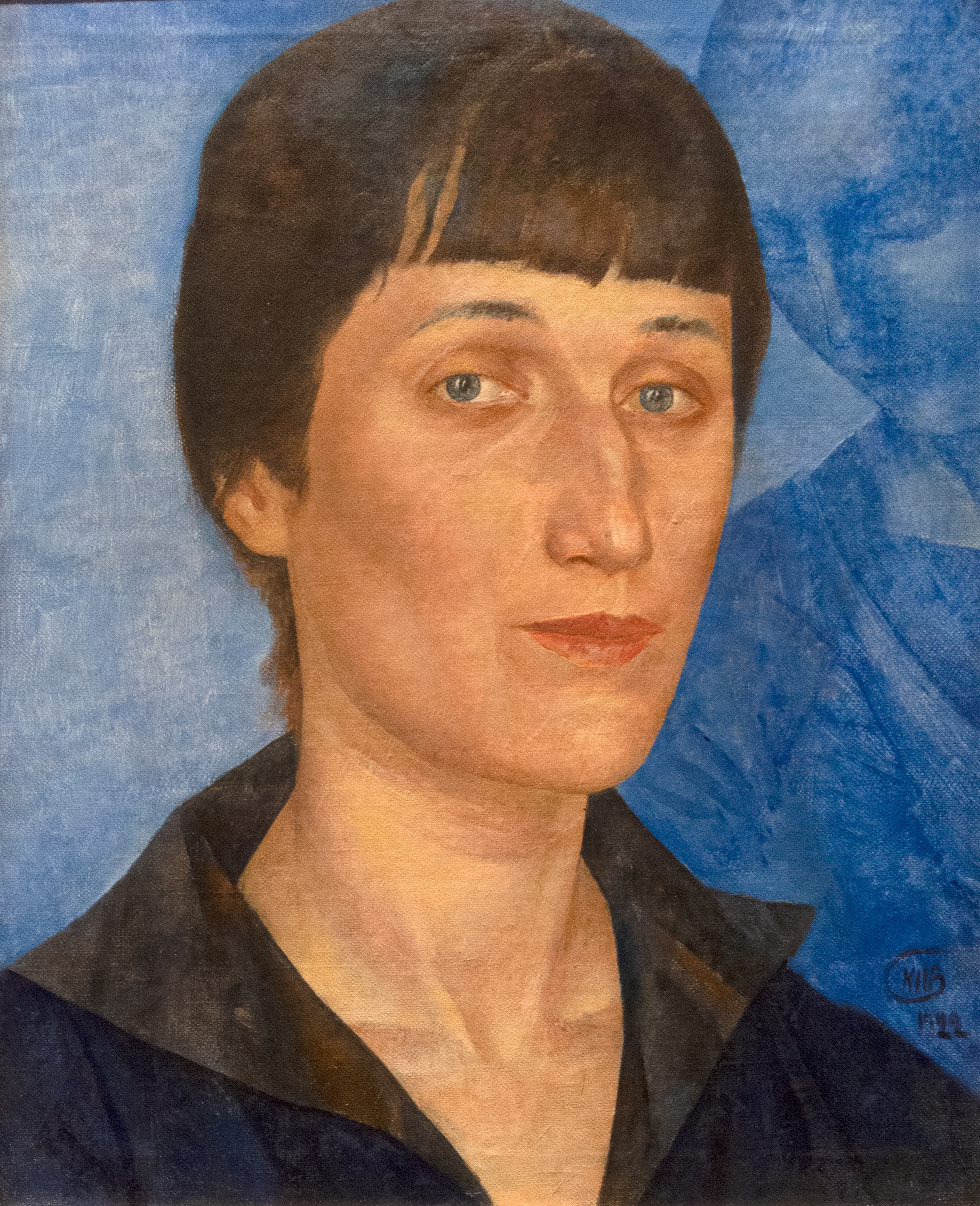
Anna Ahmatova, poetă rusă
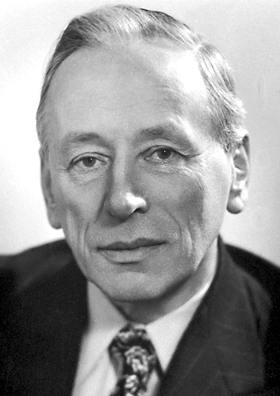
Frits Zernike, fizician olandez, laureat al Premiului Nobel

- 1 ianuarie: Vincent Auriol (n. Vincent Jules Auriol), 81 ani, politician francez, al 16-lea președinte al Franței (1947-1954), (n. 1884)
- 2 ianuarie: René Béhaine, 85 ani, scriitor francez (n. 1880)
- 10 ianuarie: Hermann Kasack, 69 ani, scriitor german (n. 1896)
- 11 ianuarie: Hannes Kolehmainen (Juho Pietari Kolehmainen), 76 ani, atlet finlandez (n. 1889)
- 11 ianuarie: Lal Bahadur Shastri, 61 ani, politician indian, prim-ministru (1964-1966), (n. 1904)
- 15 ianuarie: Abubakar Tafawa Balewa, 53 ani, politician nigerian, prim-ministru (1957-1966), (n. 1912)
- 15 ianuarie: Serghei Koroliov, 59 ani, cercetător rus al spațiului cosmic (n. 1907)
- 21 ianuarie: Mihail Lungianu, 86 ani, scriitor român (n. 1879)
- 24 ianuarie: Homi Jehangir Bhabha, 56 ani, fizician indian (n. 1909)
- 27 ianuarie: Víctor Català (n. Caterina Albert i Paradís), 96 ani, scriitoare spaniolă (n. 1869)
- 1 februarie: Buster Keaton (n. Joseph Frank Keaton), 70 ani, actor și regizor american de film (n. 1895)
- 7 februarie: Andor Adorján, 82 ani, scriitor, traducător și jurnalist maghiar (n. 1883)
- 9 februarie: Kaspar Muth, 90 ani, politician șvab, președinte al PGR (n. 1876)
- 20 februarie: Chester Nimitz (Chester William Nimitz), 80 ani, amiral american (n. 1885)
- 5 martie: Anna Ahmatova (n. Anna Andreevna Gorenko), 76 ani, poetă rusă (n. 1889)
- 9 martie: Pablo Birger, 42 ani, pilot argentinian de Formula 1 (n. 1924)
- 9 martie: Duiliu Marcu, 80 ani, arhitect român (n. 1885)
- 10 martie: Frits Zernike, 77 ani, fizician neerlandez, laureat al Premiului Nobel (1953), (n. 1888)
- 12 martie: Victor Brauner, 62 ani, pictor suprarealist român de etnie evreiască (n. 1903)
- 21 martie: Lauri Ilmari Ikonen, 77 ani, compozitor finlandez (n. 1888)
- 22 martie: Constantin Baraschi, 64 ani, sculptor român, membru corespondent al Academiei Române (n. 1902)
- 1 aprilie: Brian O'Nolan (aka Flann O'Brien), 54 ani, scriitor irlandez (n. 1911)
- 2 aprilie: C. S. Forester (n. Cecil Louis Troughton Smith), 66 ani, romancier britanic (n. 1899)
- 9 aprilie: Gheorghe D. Anghel, 62 ani, sculptor român (n. 1904)

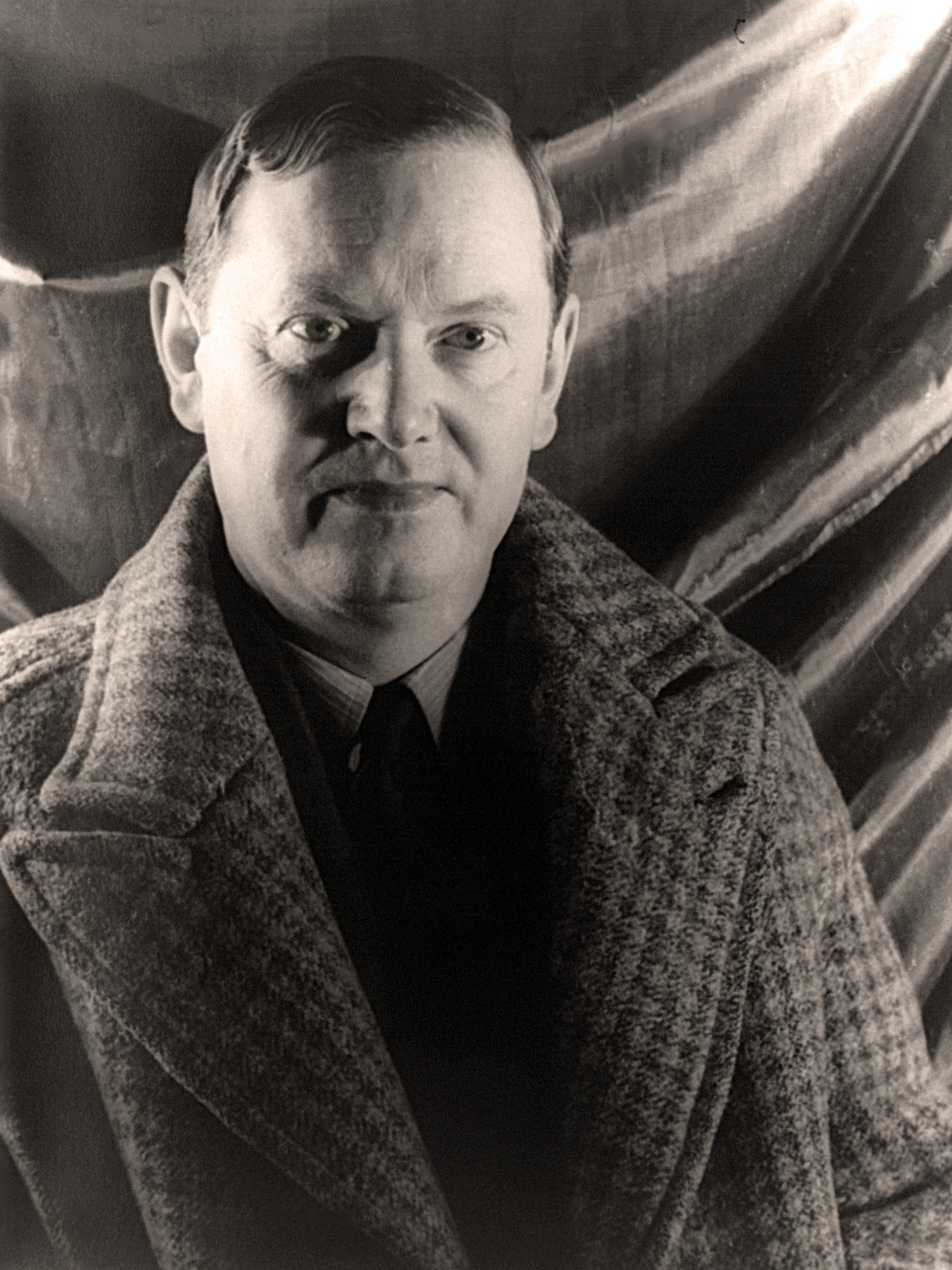
Evelyn Waugh, scriitor britanic
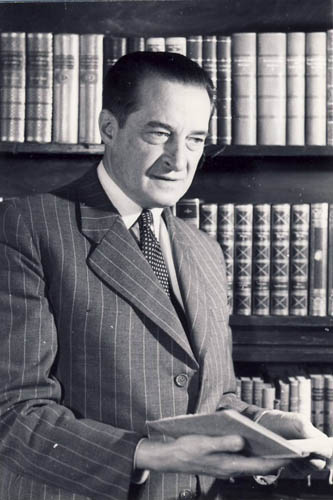
Oscar Walter Cisek, scriitor român de origine germană

- 10 aprilie: Evelyn Waugh (n. Arthur Evelyn St. John Waugh), 62 ani, scriitor britanic (n. 1903)
- 13 aprilie: Georges Duhamel, 81 ani, scriitor francez (n. 1884)
- 24 aprilie: Hans Christian Branner, 63 ani, scriitor danez (n. 1903)
- 30 aprilie: Nicolae Gh. Lupu, 82 ani, medic român (n. 1884)
- 7 mai: Mihai Popovici, 86 ani, politician român (n. 1879)
- 9 mai: Alfred Mendelsohn, 56 ani, compozitor și pedagog român de etnie evreiască (n. 1910)
- 24 mai: Alexandru Cazaban, 93 ani, scriitor român (n. 1872)
- 26 mai: Áron Tamási, 68 ani, scriitor maghiar (n. 1897)
- 30 mai: Oscar Walter Cisek, 68 ani, scriitor român de etnie germană (n. 1897)
- 4 iunie: Chang Myon, 66 ani, politician sud-coreean (n. 1899)
- 10 iunie: Erasmus Julius Nyárády, 85 ani, botanist maghiar (n. 1881)
- 12 iunie: Hermann Scherchen, 74 ani, dirijor german (n. 1891)
- 19 iunie: Ed Wynn (n. Isaia Edwin Leopold), 79 ani, actor american (n. 1886)
- 20 iunie: Georges Henri Lemaître, 71 ani, preot și fizician belgian, întemeietor al teoriei Big Bang (n. 1894)
- 30 iunie: Giuseppe Farina, 59 ani, pilot italian de Formula 1, nepotul constructorului auto Pinin Farina (n. 1906)
- 5 iulie: George de Hevesy (n. György Hevesy), 80 ani, chimist maghiar de etnie evreiască, laureat al Premiului Nobel (1943), (n. 1885)
- 10 iulie: Gafur Guliam, 63 ani, scriitor uzbec (n. 1903)
- 13 iulie: Beatrice de Saxa-Coburg-Gotha (n. Beatrice Leopoldine Victoria), 82 ani, ducesă de Galliera, sora reginei Maria a României (n. 1884)
- 13 iulie: Victorio Macho, 78 ani, sculptor spaniol (n. 1887)
- 19 iulie: Iuliu Moldovan, 84 ani, medic român (n. 1882)
- 23 iulie: Montgomery Clift, 45 ani, actor american de film (n. 1920)
- 4 august: Helen Tamiris (n. Elena Becker), 61 ani, coregrafă americană (n. 1905)
- 24 august: Tadeusz Komorowski, 71 ani, general polonez (n. 1895)
- 24 august: Lao She (n. Shu Qingchun), 67 ani, scriitor chinez (n. 1899)
- 29 august: Augusta Victoria de Hohenzollern-Sigmaringen, 76 ani, soția regelui Manuel al II-lea al Portugaliei (n. 1890)
- 31 august: Kasimir Edschmid (aka Kasimir Edschmid), 76 ani, scriitor german (n. 1890)
- 2 septembrie: Teodor Murășanu, 75 ani, preot român (n. 1891)
- 9 septembrie: Octav Mayer, 71 ani, matematician român (n. 1895)
- 12 septembrie: Iosif Czako, 60 ani, fotbalist român (n. 1906)
- 21 septembrie: Paul Reynaud (Jean Paul Reynaud), 87 ani, politician francez (n. 1878)
- 25 septembrie: Delfim Pinto dos Santos, 59 ani, filosof portughez (n. 1907)

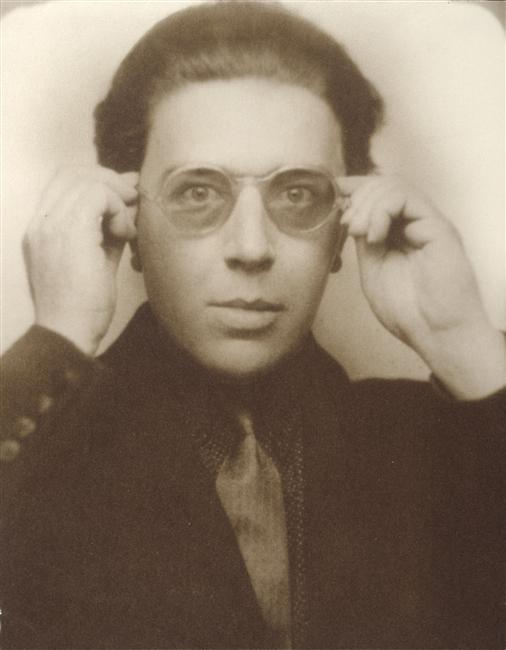
André Breton, scriitor, poet, editor și critic francez, unul dintre fondatorii curentului cultural suprarealism
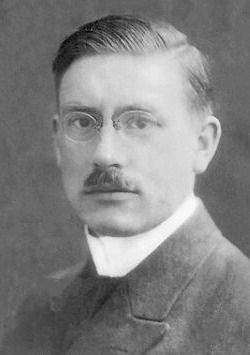
Peter Debye, fizician și chimist olandez, laureat al Premiului Nobel
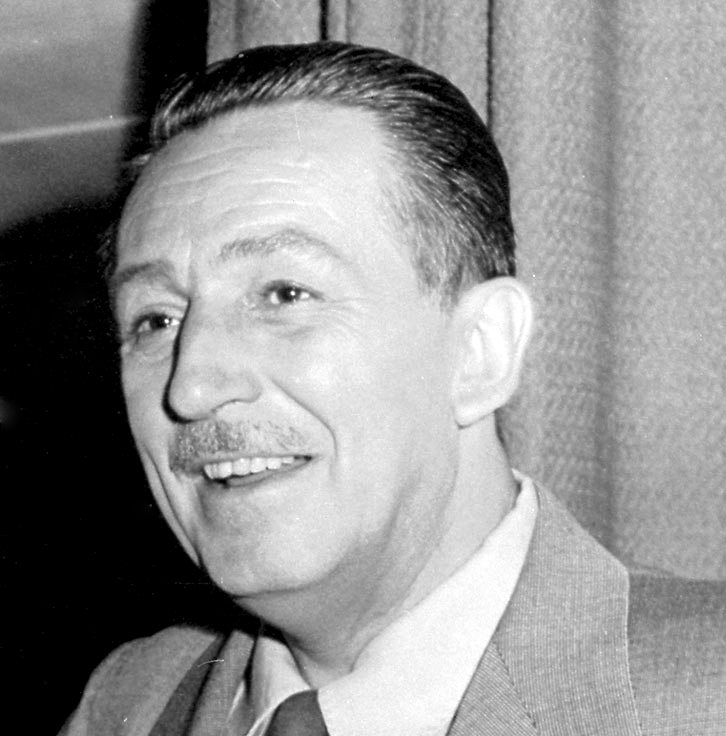
Walt Disney, producător, regizor, animator, scenarist și antreprenor american, co-fondator al The Walt Disney Company și proiectant al parcului Disneyland
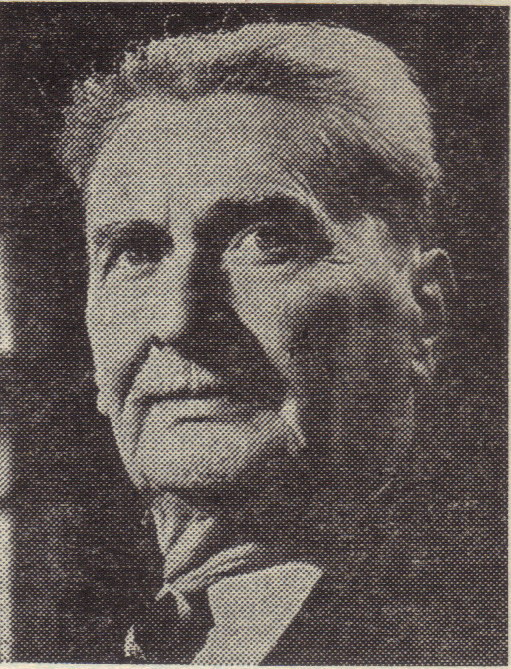
Mihail Sorbul, dramaturg și romancier român

- 28 septembrie: André Breton, 70 ani, scriitor, poet, eseist, editor și critic francez, unul dintre fondatorii curentului cultural suprarealism (n. 1896)
- 5 octombrie: Korbinian Aigner, 81 ani, preot catolic german (n. 1885)
- 31 octombrie: Radu Ralea, 58 ani, chimist român, profesor universitar (n. 1908)
- 2 noiembrie: Peter Debye (n. Petrus Josephus Wilhelmus Debije), 82 ani, fizician și chimist neerlandez, laureat al Premiului Nobel (1936), (n. 1884)
- 4 noiembrie: Traian Chelariu, 60 ani, scriitor român (n. 1906)
- 4 noiembrie: Dietrich von Choltitz, 71 ani, ofițer german, guvernator militar nazist al Parisului (n. 1894)
- 8 noiembrie: Peter Trumm, 78 ani, pictor german (n. 1888)
- 9 noiembrie: Jisaburo Ozawa, 80 ani, amiral japonez (n. 1886)
- 19 noiembrie: Marcel Lecomte, 66 ani, poet belgian (n. 1900)
- 22 noiembrie: Svetoslav Minkov, 64 ani, scriitor bulgar (n. 1902)
- 26 noiembrie: Siegfried Kracauer, 77 ani, sociolog german (n. 1889)
- 2 decembrie: Luitzen Egbertus Jan Brouwer, 85 ani, matematician neerlandez (n. 1881)
- 15 decembrie: Walt Disney (Walter Elias Disney), 65 ani, producător, regizor, animator, scenarist și antreprenor american, co-fondator al The Walt Disney Company și proiectant al parcului Disneyland (n. 1901)
- 16 decembrie: Paul Pruteanu (n. Pincu Solomonovici), 58 ani, medic român (n. 1908)
- 20 decembrie: Mihail Sorbul (n. Mihail Smolski), 81 ani, dramaturg și romancier român (n. 1885)
- 21 decembrie: Valeriu Ciobanu, 49 ani, istoric literar, folclorist și poet român (n. 1917)
- 22 decembrie: Harry Beaumont, 78 ani, regizor, actor de film și scenarist american (n. 1888)
- 23 decembrie: Franz Carl Heimito von Doderer, 70 ani, scriitor austriac (n. 1896)
- 23 decembrie: Arie de Jong (Adrianus Willem Egbert de Jong), 84 ani, scrimer neerlandez (n. 1882)
- 26 decembrie: Ina Boudier-Bakker (Klaziena Boudier-Bakker), 91 ani, scriitoare neerlandeză (n. 1875)
- 30 decembrie: Christian Herter, 71 ani, politician american (n. 1895)

## Premii Nobel
- Fizică: Alfred Kastler (Franța)
- Chimie: Robert Sanderson Mulliken (SUA)
- Medicină: Peyton Rous, Charles Brenton Huggins (SUA)
- Literatură: Samuel Joseph Agnon (Palestina), Nelly Sachs (Germania)
- Pace: Premiul în bani a fost alocat Fondului Special aferent acestei categorii.

### Medalia Fields
- Michael Atiyah (Marea Britanie)
- Paul Joseph Cohen (SUA)
- Alexander Grothendieck (Franța)
- Stephen Smale (SUA)